# Scott Storch
Scott Storch (født d. 16. december 1973) er en amerikansk pladeproducer, som har produceret for 50 Cent, Dr. Dre, Eminem, R. Kelly m.fl.

## Ekstern henvisning
- Scott Storch, AllMusicGuide Arkiveret 11. december 2010 hos  Wayback Machine

1. ↑  Navnet er anført på engelsk og stammer fra Wikidata hvor navnet endnu ikke findes på dansk.